# Nasturtium
La capuchina, Nasturtium es un género perteneciente la familia Brassicaceae. Comprende 335  especies descritas y de estas solo ocho son aceptadas.

## Descripción
Planta perenne, rizomatosa, que alcanza un tamaño de 10-80 cm de largo, procumbente y enraizamiento a continuación en los nodos, ascendente o flotando, verde glabra, raramente con pelos simples dispersos. Hojas liradas-pinnadas; las bajas con uno a cinco folíolos, sésiles las superiores, auriculada en la base, y con cinco a nueve folíolos; suborbicular foliolo terminal o ampliamente cordadas; velo lateral entero para ondeado de dientes.  Racimos con diez a veinticinco flores, laxos, de hasta 20 cm de largo en las frutas. Flores de 4 mm de ancho, de color blanco. El fruto es una silicua oblonga, subcilíndrica, 10-20 mm de largo, 2-2.5 mm de ancho.
Estas plantas se relacionan con el berro y la mostaza con sabor acre.  La capuchina no se relaciona con la familia Tropaeolaceae también conocidas como capuchinas.

## Taxonomía
El género fue descrito por William Townsend Aiton  y publicado en Hortus Kewensis; or, a Catalogue of the Plants Cultivated in the Royal Botanic Garden at Kew. London (2nd ed.) 4: 110. 1812.
Etimología
Nasturtium: nombre genérico que viene del latín y significa "nariz torcida" en referencia a las muecas que se efectúan al comer la planta.

## Especies aceptadas
A continuación se brinda un listado de las especies del género Nasturtium aceptadas hasta septiembre de 2013, ordenadas alfabéticamente. Para cada una se indica el nombre binomial seguido del autor, abreviado según las convenciones y usos.

## Especies
- Nasturtium africanum Braun-Blanq.
- Nasturtium floridanum (Al-Shehbaz & Rollins) Al-Shehbaz & R.A. Price
- Nasturtium gambelii (S. Watson) O.E. Schulz
- Nasturtium groenlandicum (Hornem.) Kuntze
- Nasturtium microphyllum (Boenn. ex Rchb.) Rchb.
- Nasturtium officinale R.Br.
- Nasturtium sordidum (A. Gray) Kuntze
- Nasturtium × sterile (Airy Shaw) Oefelein